# William Lloyd Garrison
William Lloyd Garrison (Newburyport, Massachusetts, 10 de dezembro de 1805 – Nova Iorque, 24 de maio de 1879) foi um proeminente abolicionista, jornalista e reformador social dos Estados Unidos. É mais conhecido por ser o editor do jornal abolicionista radical The Liberator, e um dos fundadores da Sociedade Antiesclavagista Americana.

## Primeiros anos

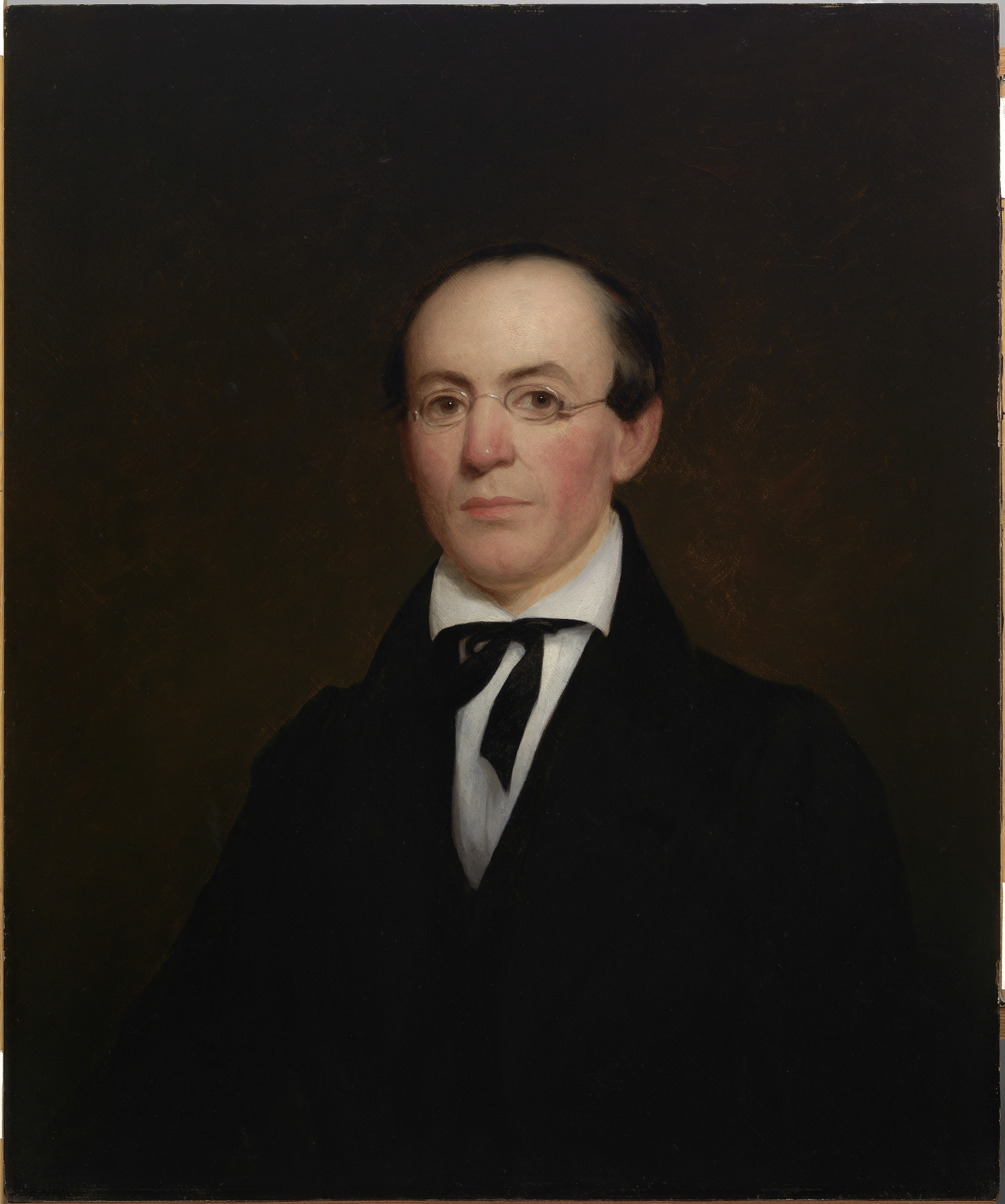
Retrato de William Lloyd Garrison datado de 1833, por Nathaniel Jocelyn

William Garrison nasceu no Massachusetts, filho de imigrantes oriundos da província de Nova Brunswick, no Canadá.
Sob o Seaman's Protection act, Abijah Garrison, um piloto e contramestre da marinha mercante, tinha obtido a documentação dos Estados Unidos, mudando-se com a sua família para Newburyport em 1805. Com o impacto do Acto de Embargo Congregacional de 1807 em matéria de navios comerciais, o pai de Garrison ficou desempregado e deixou esposa e filhos em 1808. A mãe de Garrison, Frances Maria Lloyd, falecida em 1823, foi descrita pelo seu alto porte e elegância, e pelas suas fortes convicções religiosas. A seu pedido, William Garrison passou a ser conhecido pelo seu segundo apelido, Lloyd.
O jovem Lloyd Garrison vendia melaço caseiro e era madeireiro para sustentar a família. Em 1818, com treze anos, Garrison começou a trabalhar como tipógrafo para o Newburyport Herald. Cedo começou a redigir artigos, muitas vezes com o pseudónimo de Aristides, tomando o nome de um diplomata e general ateniense conhecido como "O Justo". Depois de terminar a aprendizagem, ele e um editor principiante chamado Isaac Knapp compraram o seu próprio jornal, Free Press, que não tardaria a cancelar as suas edições. Um dos seus contribuintes regulares era o poeta e abolicionista John Greenleaf Whittier. Neste prematuro trabalho como escritor de um diário local de uma localidade de singular dimensão, Garrison adquiriria os dotes que empregaria mais tarde como autor, conferencista e jornalista a nível nacional. Até 1828, foi nomeado editor do National Philanthropist em Boston, Massachusetts, o primeiro jornal do pais a promover um movimento de abstenção legal em questões de escravatura.

## Trajectória como reformador
Com a idade de 25 anos, Garrison aderiu ao movimento abolicionista. Por um breve lapso associou-se com a Sociedade Americana de Colonização, um organismo que considerava que os negros libertos deviam emigrar para um território sobre a costa oeste de África. Embora alguns membros da sociedade incentivaram o direito à liberdade de muitos escravos, a maioria via a mudança como um meio para reduzir o número de negros livres nos Estados Unidos, favorecendo portanto à instituição da escravatura. Próximo a 1830, Garrison tinha recusado os programas da organização da qual fazia parte, optando por se abrir e procurar a justiça de outra forma.

### Ideia de Emancipação universal
Garrison cedo se viu envolvido na luta contra o sistema de escravatura, escrevendo com tais expectativas, para pouco depois ser co-editor juntamente com Benjamin Lundy de Genius of Universal Emancipation, uma publicação que se escrevia em Baltimore, Maryland. A sua experiência como impressor e editor levou-o a modernizar o formato do papel e separar-se de Lundy para passar mais tempo viajando como um conferencista antiesclavagista.
Garrison, inicialmente, partilhou a visão gradual de Lundy, mas enquanto trabalhava para o Genius, convenceu-se da necessidade de reclamar uma completa e imediata emancipação. Lundy e Garrison continuariam a unir esforços sobre o jornal apesar das suas discrepâncias, e acordando simplesmente em assinar suas edições para indicar quem as tinha escrito.
Uma das características regulares que Garrison introduziu durante seu participação no Genius foi The Black List ("A lista negra"), uma coluna de opinião destinada à impressão de curtas reportagens sobre "as barbaridades da escravatura — sequestros, violência, homicídios." Uma das filas da "Lista negra" de Garrison, reportava que um despachante da sua cidade natal, Newburyport – um tal Francis Todd – se achava envolvido no tráfico de escravos, e que recentemente os tinha deslocado desde Baltimore até Nova Orleães, no seu barco Francis.

Todd apresentou uma acção contra Garrison e Lundy, fazendo-o em Maryland com o fim de assegurar o apoio das cortes promotoras do "sistema". O Estado de Maryland também registou cargos criminais sobre Garrison, encontrando-o culpado e ordenando-o a pagar 50 dólares mais gastos judiciais – acusações contra Lundy foram canceladas sob o pretexto de que o co-autor do jornal se encontrava de viagem quando a polémica publicação do seu companheiro. Garrison no pôde pagar a multa e foi sentenciado a seis meses de prisão, mas absolvido sete semanas mais tarde quando um filantropo abolicionista, Arthur Tappan, pagou a fiança.

Primeiro exemplar do jornal de Garrison, The Liberator

Com isto, William abandonaria Baltimore depois da separação de bens com Lundy.

### The Liberator
Em 1831, Garrison regressava a Nova Inglaterra para fundar um jornal semanal antiesclavagista por sua própria conta, The Liberator. Como resultado dos seus artigos, iniciar-se-ia uma guerra de trinta anos que terminaria com a supressão da segregação racial justificada. Na sua primeira linha, Garrison defendia:
Estou ao corrente de que muitos apresentam objecções pela severidade da minha linguagem; mas não existirá um motivo para tal severidade? Serei tão duro como a verdade, e tão descomprometido como a justiça. Neste aspecto, não desejo pensar, ou falar, ou escrever com moderação. Não! Não! Pedi a um homem cuja casa está em chamas que apresente alarme moderado; pedi que resgate moderadamente a sua esposa das mãos do violador; pedi à mãe que separe gradualmente o seu bebé do fogo no qual caiu; – mas não me pressioneis para empregar a moderação numa causa como a presente. Sou sério – Não me equivocarei – Não me desculparei – Não retrocederei nem um só passo – e SEREI ESCUTADO. A apatia das pessoas é suficiente para fazer que cada estátua salte do seu pedestal, e para apressar a ressurreição da sua morte.Original (em inglês): "To the Public", do editorial inaugural de 1-1-[1831 The Liberator— William Lloyd Garrison (em inglês)
A circulação inicial do Liberator foi relativamente limitada — havia menos de 400 subscritores durante o seu segundo ano. No entanto, a publicação obteve mais subscritores e influência durante as três décadas seguintes, até que o final da Guerra Civil e a abolição definitiva, a nível nacional, da escravatura, proclamada pela décima terceira emenda da Constituição dos Estados Unidos surtisse efeito. Garrison publicaria o último artigo (número 1820) em 29 de Dezembro de 1865, escrevendo na sua coluna "Valedictory":

Começando a minha trajectória como editor com apenas vinte anos de idade, segui-a continuamente até aos meus 61 anos, em ligação com The Free Press, em Newburyport, na Primavera de 1826; logo, com 'The National Philantrope, em Boston, em 1827; mais tarde, com O Jornal dos Tempos, em Bennington, Vermont, entre 1828–9; depois, com Genius of Universal Emancipation, em Baltimore, durante 1829–30; e, finalmente, com  The Liberator, em Boston, de 1 de Janeiro de 1831 até 1 de Janeiro de 1866; — no início, provavelmente o membro mais jovem da fraternidade editorial no lugar, hoje quiçá o mais velho, não em anos, mas em contínuo serviço — ao menos o Sr. Bryant, do New York Evening Post', é a excepção. ... O motivo pelo qual o The Liberator foi criado — a exterminação da posse de escravos, estando gloriosamente consumada, parece-me especialmente apropriado deixar que a sua existência cubra o período histórico da grande luta; deixando o que ainda resta por fazer, isto é, completar a tarefa de emancipação com outros instrumentos (dos quais espero aproveitar eu mesmo), sob novos auspícios, com meios mais abundantes, e com milhões em vez de centenas de aliados.Original (em inglês): "Valedictory: The Last Number of The Liberator", 29 de Dezembro de 1865— William Lloyd Garrison (em inglês)

### Organizações e controvérsias
Em 1832, Garrison fundou a Sociedade Antiesclavagista da Nova Inglaterra, e um ano depois, fá-lo-ia com a Sociedade Antiesclavagista Americana. Nesse ano de 1833, Garrison visitou o Reino Unido e ficou a par do movimento abolicionista desse país. Ele defendia que a "Sociedade" não deveria aderir a nenhum partido político, e que as mulheres não podiam ser privadas da participação em actividades sociais.
Influenciado pela ideologia de Susan Anthony, Elizabeth Cady Stanton, Lucretia Mott, Lucy Stone e outras feministas que se uniram à causa, Garrison persistiria no seu objectivo.
Estas posições eram vistas como controversas pela maioria dos membros da "Sociedade", ocasionando uma série de disputas. Em 1839, dois irmãos, Arthur e Lewis Tappan, distanciaram-se e formaram uma organização rival, a Sociedade Antiesclavagista Americana e Estrangeira, que não admitia nenhuma mulher. Um segmento do clube também se separou e aliou-se ao recém-fundado Partido da Liberdade, um grupo político que apoiou James G. Birney como candidato presidencial. Até fins de 1840, Garrison proclamou a formação da nova e terceira organização, os Amigos da Reforma Universal, com patrocinadores e membros fundadores, incluindo os proeminentes reformadores Maria Chapman, Abby Kelley Foster, Oliver Johnson, e Amos Bronson Alcott (pai de Louisa May Alcott).
Entretanto, em 4 de Setembro de 1834, Garrison casou com Helen Eliza Benson (1811-1876), a filha de um comerciante abolicionista jubilado. O casal teve cinco filhos e duas filhas, morrendo um de cada sexo ainda muito novos.
Em 1853, Garrison aludiu ao reverendo John Rankin do Ohio como o primeiro impulso que recebeu para o início da sua missão , chamando-lhe o seu "pai abolicionista" e dizendo que o seu "...livro sobre a escravatura foi a causa da minha entrada no conflito".
O jornalista gravou o seu nome como um dos opositores mais radicais à escravatura na América. A sua aproximação à emancipação enfatizava a "não violência" e a resistência passiva, com as quais fez uma grande quantidade de adeptos. Enquanto alguns outros abolicionistas da época apoiavam a emancipação gradual, Garrison apelava à "emancipação completa e imediata de todos os escravos".
Garrison e The Liberator receberam a colaboração da Sociedade Antiesclavagista Feminina de Boston, que concertava encontros, patrocinava conferências, e ajudava a fortalecer o trabalho em rede do seminário feminista por todo o nordeste.
Quando um indivíduo que tinha assistido a alguns dos discursos de Garrison objectou que a escravatura teria o aval da Constituição dos Estados Unidos, aquele respondeu que se isso fosse assim, então tal documento devia ser queimado. Garrison manteve uma história de desentendimentos muito longa com Frederick Douglass, e as suas diferenças sobre temas constitucionais provocaram o seu eventual distanciamento. Lloyd defendia que era um "convénio com a morte e um acordo com o inferno". Douglass, por seu lado, tinha partilhado no início muitas das visões radicais do seu colega, mas mais tarde convenceu-se, pelas discussões de Lysander Spooner e Gerrit Smith, que a Constituição advogava pela emancipação, ao tempo que Garrison tinha incinerado cópias dela publicamente, chamando-lhe documento protoesclavagista. Os dois homens iriam cada um para seu lado e não se reconciliariam senão no final da década de 1870.
As constantes intervenções de Garrison contra os maus tratos e a apropriação de escravos puseram-no em perigo em reiteradas ocasiões. Além do seu encarceramento em Baltimore, o governo do Estado da Geórgia tinha oferecido uma recompensa de 5 000 dólares pela sua detenção, e recebia abundantes ameaças de morte.
Um dos factos mais controversos na pré-guerra de Boston resultou de uma prática da Sociedade Antiesclavagista. Nos finais de 1835, este órgão social tinha convidado George Thompson, um feroz abolicionista britânico, a unir-se-lhe. Quando Thompson não pôde assistir, Garrison concordou em tomar o seu lugar. Uma multidão de delinquentes estava lá à procura do ausente. O autarca e a polícia persuadiram os membros antiesclavagistas femininos de Boston a abandonar o lugar. A horda, não obstante, seguiu Garrison pelas ruas da cidade, sendo resgatado mesmo a tempo e encerrado na prisão de Leverett Street antes de deixar a metrópole durante várias semanas.

### Ideologia e circunstâncias
A Guerra Civil implicou uma mudança transcendental na história dos Estados Unidos. Garrison, que era fiel à ideia da nação como vontade das suas partes constituintes, isto é, dos seus cidadãos, não pôde senão influenciar o povo na causa liberal pela qual tinha lutado desde os seus começos como editor. A sua maior virtude sempre tinha sido a de garantir a liberdade e igualdade de direitos entre brancos e negros, contribuir para a paz e a colaboração social de um povo que vivia o seu primeiro século como país independente e ao qual  faltavam muitas coisas na prática, uma das quais era dar credibilidade à carta constitucional que Garrison tinha convidado a destruir por motivos que, a seu parecer, não declaravam todos os seres humanos por igual.
Tendo adoptado o modelo de Benjamin Franklin e amenizando a sua inclinação para o liberalismo, William participou em numerosos discursos políticos e sociais, reunindo-se com homens de grande calibre como o já mencionado abolicionista afro-americano Frederick Douglass e o próprio presidente Lincoln, com quem partilhou uma visita à cidade de Charleston em 1865.

### Depois da abolição

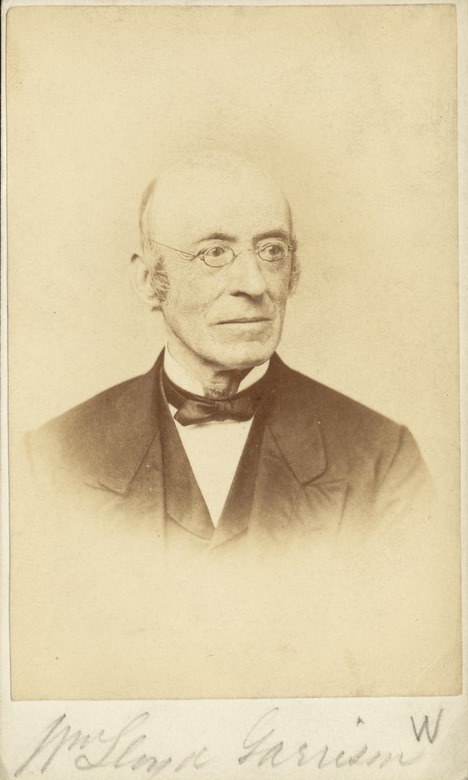
William Lloyd Garrison, entre 1859 e 1870, em cartão de visita parte da coleção da Biblioteca Pública de Boston

Uma vez abolida a escravatura nos Estados Unidos, Garrison continuou trabalhando noutros movimentos de reforma, especialmente sobre o direito ao sufrágio das mulheres. Concluiu a edição de The Liberator em finais de 1865, e em Maio desse ano, anunciou que rescindiria ao seu cargo como presidente da Sociedade Antiescravagista Americana (AAS), propondo uma resolução para declarar a vitória na batalha contra a escravatura e dissolver a "Sociedade". Isso deu lugar a oportunos debates por parte da crítica - liderada pelo seu velho aliado Wendell Phillips - que era da opinião que a missão da AAS não terminaria senão quando os negros do sul obtivessem igualdade civil e política. Embora Garrison estivesse parcialmente de acordo com Phillips, também sustinha que a tarefa fundamental da AAS tinha terminado, e que novas organizações e lideranças deveriam levar a cabo tais propósitos de equidade social. Com os seus aliados separados, foi incapaz de conseguir o apoio que precisava para aprovar a sua resolução, e o movimento foi derrotado por 118 votos contra 48. Garrison persistiu na sua posição, negando uma oferta para continuar como presidente, e deixando Wendell Phillips como seu sucessor. Mais tarde diria: "A minha vocação como abolicionista, graças a Deus, terminou".
No seu regresso a Boston, comentou resignadamente com a sua esposa: "Assim é. Considero a grande coisa como ridícula." Afastou-se de forma definitiva da AAS, que continuou a operar por mais cinco anos, até à ratificação da Décima Quinta Emenda à Constituição dos Estados Unidos. De acordo com Henry Mayer, Garrison foi ferido pela derrota, e manteve-se afastado durante anos; "cada vez que chegava o momento, sempre se irritava para dizer a alguém que ele não iria ao próximo encontro da AAS.
Depois da sua renúncia como presidente e ao terminar com The Liberator, Garrison continuou participando em debates públicos para promover reformas sociais, destinando especial atenção à causa feminista e dos direitos civis para os negros. Durante a década de 1870, fez várias viagens, e contribuiu com colunas para The Reconstruction e os direitos humanos em The Independent; e no Boston Journal, aceitou um cargo como editor associado e colaborador no Woman's Journal. Participou mesmo assim na Associação Americana do Sufrágio da Mulher (AWSA), com as suas antigas aliadas Abby Kelly e Lucy Stone. Enquanto trabalhava com a AWSA em 1873, limou finalmente as suas desavenças com Frederick Douglass e Wendell Phillips, reunindo-se com eles na plataforma da instituição, organizada por Kelly e Stone no centésimo aniversário do Boston Tea Party. Quando Charles Sumner morreu em 1874, alguns membros do Partido Republicano propuseram Garrison como possível candidato ao Senado, proposta que ele mesmo declinaria.
Garrison passou mais tempo na companhia da sua família, escrevendo cartas semanais aos seus filhos e preocupando-se com a sua mulher, que estava cada vez mais doente, e que tinha sofrido uma pequena embolia em 30 de Dezembro de 1863, encontrando-se fechada em casa. Ela morreu em 25 de Janeiro de 1876 em consequência de uma pneumonia. O funeral celebrou-se em casa dos Garrison, mas William, apanhado por uma dolorosa pena e confinado ao seu quarto com febre e bronquite, não pôde fazer parte do evento.
Wendell Phillips e muitos dos ex-companheiros abolicionistas de Garrison acompanharam-no nesse momento doloroso e deram-lhe os seus pêsames. William pôde recuperar substancialmente da sua perda, e começou a assistir a círculos espiritualistas com a vã esperança de comunicar com a sua defunta esposa. Em 1877 iria por última vez a Inglaterra, onde visitou a George Thompson e outros amigos do movimento abolicionista britânico (Mayer 622).
Garrison, que padecia de uma infecção nos rins, viu continuar a piorar o seu estado de saúde ao longo de Abril de 1879, e acabou por se mudar para a casa da família da sua filha Fanny em Nova Iorque. Em finais de Maio a sua condição piorava, e os seus cinco filhos tinham de o assistir a todo o momento. Fanny perguntou-lhe se lhe gostaria cantar alguns hinos, e apesar de Garrison não estar capaz, a sua família cantou muitos dos temas que eram da sua devoção. Na manhã de sábado, Garrison perdeu a consciência, e faleceu pouco antes da meia-noite de 24 de Maio de 1879. Foi sepultado no Forest Hills Cemetery em Jamaica Plain, Massachusetts, quatro dias depois, numa cerimónia pública em sua memória, com elogios de Theodore Dwight Weld e Wendell Phillips. Oito amigos abolicionistas, tanto brancos como negros, ofereceram-se como portadores do féretro. As bandeiras foram elevadas a meia haste em toda a cidade de Boston.
Frederick Douglass, então empregado como Marshal dos Estados Unidos, fez uma oração memorial numa igreja de Washington, DC, falando de Garrison como "a glória que fez que se mantivesse só com a verdade, e tranquilamente esperasse o resultado".

## O legado familiar

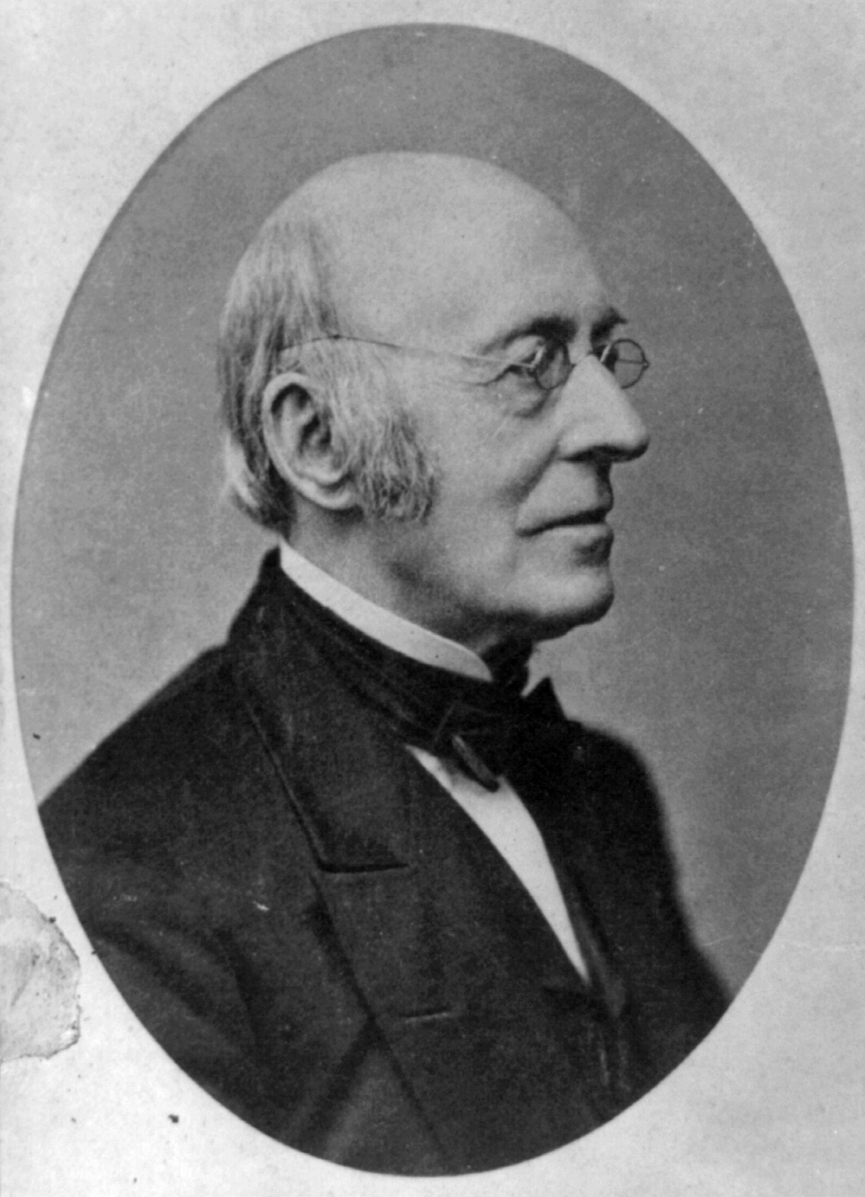
Fotografia de Garrison

O filho de Garrison, também chamado William Lloyd Garrison (1838-1909), foi um eminente defensor dos impostos únicos, do livre comércio, do sufrágio feminino, e da revogação da Lei de Exclusão dos Chineses. Um segundo filho, Wendell Phillips Garrison (1840-1907), foi um editor literário do New York Nation de 1865 a 1906. Outros dois filhos (George Thompson Garrison e Francis Jackson Garrison, seu biógrafo) e uma filha (Helen Frances Garrison) também lhe sobreviveram.
Comemorando o 200.º aniversário de Garrison, em Dezembro de 2005, os seus descendentes juntaram-se em Boston para a primeira reunião familiar em quase um século. Nela discutiram o legado e o impacto do seu mais notável antecessor.

## Obras de Garrison
- Dirigido à Sociedade de colonização, uma conferência emitida em 4 de Julho de 1829 na Park Street Church de Boston. Esta foi a maior demonstração pública de Garrison contra a escravatura.
- Para o público, A coluna introdutória de Garrison para The Liberator (1 de Janeiro de 1831).
- Truismos, de The Liberator (8 de Janeiro de 1831).
- A Insurreição, A reacção de Garrison face à notícia da rebelião de Nat Turner, em The Liberator (3 de Setembro de 1831).
- Sobre a Constituição e a União, de The Liberator (29 de Dezembro de 1832).
- Declaração de Sentimentos, adoptado pela Convenção da Paz de Boston (18 de Setembro de 1838), reimpresso em The Liberator (28 de Setembro de 1838).
- Abolição nas urnas, de The Liberator (28 de Junho de 1839).
- A União Americana, de The Liberator (10 de Janeiro de 1845).
- A Tragédia do Harper's Ferry, primeiro comentário público de Garrison sobre o ataque de John Brown em Harpers Ferry, de The Liberator (28 de Outubro de 1859).
- John Brown e o princípio da não-resistência, um discurso dado numa reunião no Templo Tremont, Boston, em 2 de Dezembro de 1859, o dia no que John Brown foi enforcado. Reimpresso em The Liberator (16 de Dezembro de 1859).
- A Guerra — sua causa e sua cura, de The Liberator (3 de Maio de 1861).
- Valedictory: O último número de The Liberator, coluna final (29 de Dezembro de 1865).
- Não à união com os proprietários de escravos